# Ледени дан
Ледени дан је дан у коме је максимална температура ваздуха једнака или нижа од 0 °C. Карактеристичан је за области поларне и субполарне климе, али се током зиме често јавља и у регионима са умереноконтиненталном климом.